# Rezerwat przyrody Coteaux du Fel
Rezerwat przyrody Coteaux du Fel (fr. Réserve naturelle régionale des coteaux du Fel) – obszar chroniony w Masywie Centralnym, w południowej Francji, w północnej części departamentu Aveyron. Został utworzony 10 lutego 2011 roku. Zajmuje powierzchnię 80,75 ha. Rezerwat posiada kategorię IV obszarów chronionych według Międzynarodowej Unii Ochrony Przyrody. 